# Château de Linardié
Le château de Linardié est un château situé à Senouillac, dans le Tarn (France).
Mentionné au XVe siècle, il est la demeure historique de la famille de Clergue, et a été utilisé entre 1996 et 2006 comme centre d'exposition d'art contemporain, avant d'être abandonné.

## Historique

### Origine
Le château de Linardié est attesté pour la première fois au XVe siècle, dans un acte de justice. Il appartient alors à la famille de Clergue, issue de la noblesse de robe. C'est un certain Manaud de Clergue qui est ainsi seigneur de Linardié. Ses descendants conservent la bâtisse, puisqu'en 1672, dans le compoix, François de Clergue est cité comme possédant « château, jardin, prés, terre, bois, vigne, écurie, pigeonnier, basse-cour, sol et pâture » à Linardié, ainsi qu'une maison au hameau[réf. souhaitée].

### DuXVeà la Révolution
Le château aurait été incendié lors des guerres de Religion, en 1573. Restauré, il a subi de premières modifications au XVIIIe siècle, puis plus tard au XIXe siècle.
Malgré les sombres événements de la Révolution française, la même famille parvient à conserver le château des siècles durant. Il est seulement transmis à la famille de Rességuier, par héritage, au travers de Marie-Anne de Clergue, dernière héritière. Finalement, en 1823, Félix-Joseph-François de Rességuier vend le château.

### Depuis leXIXesiècle
C'est un négociant en chevaux local, Abraham Mercadier, qui l'acquiert et le transmet à ses descendants. En 1828, le château est très différent d'aujourd'hui. Sur le cadastre, on découvre qu'il présente une tour circulaire à la place de la tour rectangulaire actuelle, ainsi qu'une dépendance agricole en forme de S.
Finalement, à la mort de Suzanne Birot, en 1980, celle-ci lègue la propriété à la ville voisine de Gaillac.[réf. souhaitée] Pendant le recours en justice, la ville de Gaillac a restauré l'édifice, puis l'a confié à une association pour y organiser des expositions d'art contemporain,. Des artistes comme Orlan (juillet-août 2004), Pascal Dombis (en) (avril-mai 2005), Edmond Couchot (juillet-août 2005), Karl Sims (juillet-août 2005) ou Joseph Nechvatal (septembre-octobre 2005) y ont présentés leurs œuvres. Néanmoins, en 2006, après 25 ans de procédure les descendants de la donatrice ont récupéré le château. Le château ayant été mal entretenu et les procédures pénales très longues, les descendants ont été obligé de vendre le bien.

## Architecture
Le château de Linardié se compose d'un corps de logis principal au sud, flanqué de deux ailes venant enserré une cour intérieure, clôturée à l'est par un simple mur.

### Le corps de logis
Le logis est encadré par deux massives tours, une ronde à l'ouest et une rectangulaire à l'est. Cette dernière présente un pigeonnier. Celui-ci possède une randière (corniche), un oculus et des trous de boulin.
Le corps de logis est construit en calcaire enduit et s'élève sur deux étages. La toiture en tuiles est soutenue par une triple génoise. Cette partie de l'édifice a subi de multiples remaniements et ne conserve que peu d'éléments anciens, principalement deux fenêtres en arc segmentaire en pierre de taille.
La façade sud (donnant sur les champs) n'est pas symétrique : à gauche, on trouve donc ces deux seules ouvertures, tandis qu'à droite, on observe trois portes-fenêtres avec garde-corps en fer, surmontées de trois fenêtres. Les portes-fenêtres s'ouvraient sûrement sur une terrasse aujourd'hui disparue.
La façade nord (donnant sur la cour) a gardé d'antiques fenêtres rectangulaires à encadrement chanfreiné dans sa partie ouest. Une fois encore, la partie est présente des éléments plus récents mais sans symétrie. L'entrée de la bâtisse est dotée d'une imposte en plein-cintre avec une corniche.

### L'intérieur
Dans l'angle sud-ouest du logis, on trouve un bel escalier à vis, dans la partie la plus ancienne de l'édifice. L'intérieur de la bâtisse conserve encore quelques éléments anciens comme une grande cheminée en pierre de taille, ainsi que d'autres datant du XIXe siècle, tels que des cheminées en marbre, ainsi que des décors en gypseries.

### Les ailes
Les deux ailes du châteaux étaient originellement destinées à l'agriculture, avant leur abandon. On y trouve ainsi une ancienne écurie, une grange, des clapiers, ainsi qu'un chai. L'aile ouest est couverte d'enduit et possède un bandeau fait à la chaux. Elle est prolongée par l'aile nord, suivie d'un mur d'enceinte fermant la cour. Celui-ci est ouvert par un large portail ruiné, présentant une arche.
Le parc du château aujourd'hui laissé à l'abandon semble avoir été aménagé dans le temps. On y accédait par un autre portail, dont il demeure les montants en brique.